# Kuwana
Kuwana (jap. 桑名市  Kuwana-shi) – miasto w Japonii, w prefekturze Mie, w środkowej części wyspy Honsiu, na południowy zachód od Nagoi.

## Położenie
Miasto leży w północnej części prefektury Mie u ujścia trzech rzek: Ibi, Nagara i Kiso.
Sąsiaduje z miastami:
- Inabe i Yokkaichi w prefekturze Mie;
- Kaizu w prefekturze Gifu;
- od zachodu z Aisai i Yatomi w prefekturze Aichi.

## Historia
Miasto zostało powstało 1 kwietnia 1937.
W 2004 roku do miasta przyłączono miasteczka Tado i Nagashima.

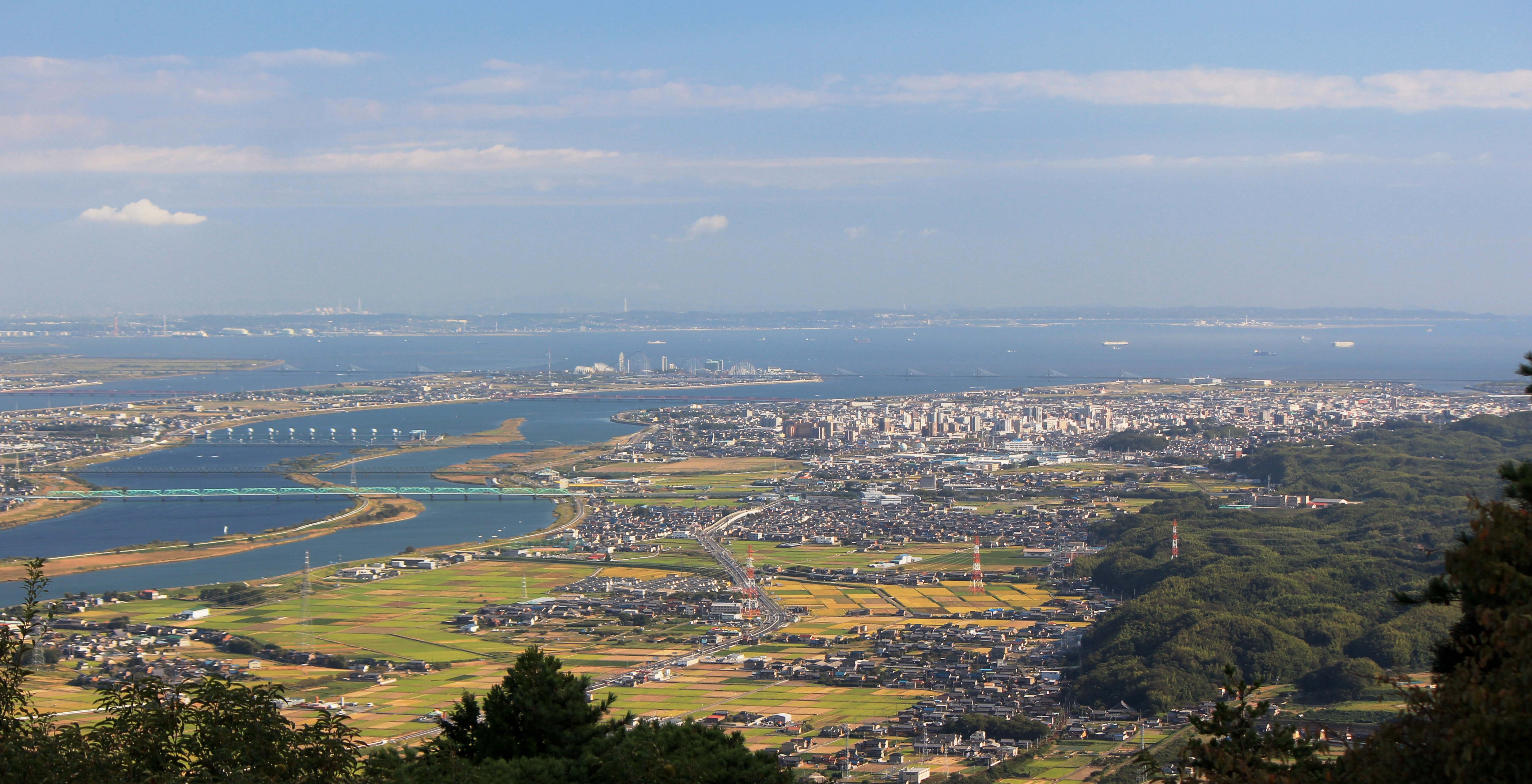
Kuwana

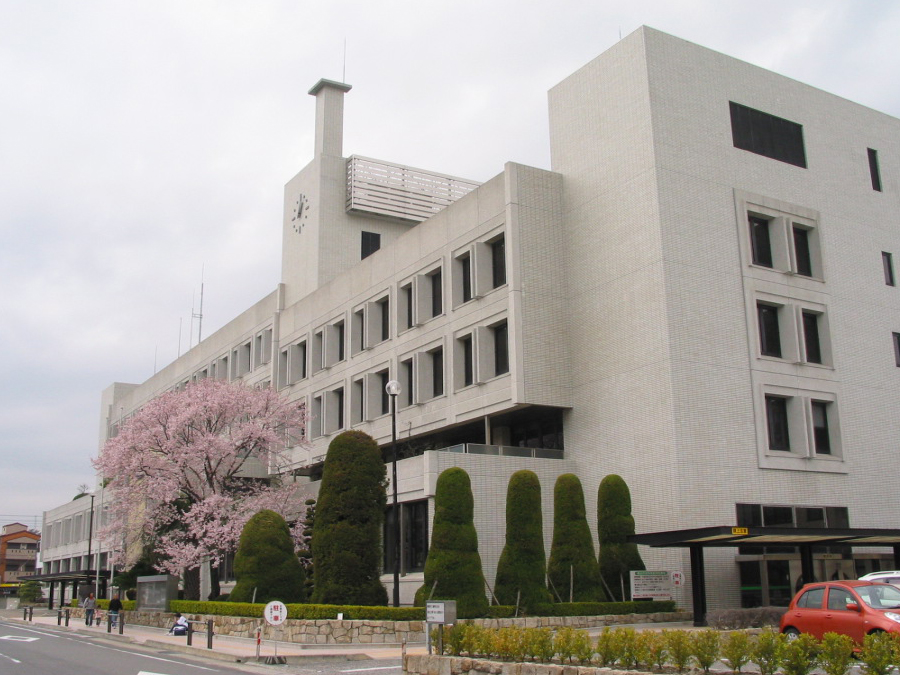
Urząd Miejski.